# Loin d'ici
Loin d'ici är en låt framförd av sångerskan Zoë.
Låten är Österrikes bidrag till Eurovision Song Contest 2016 i Stockholm. Den framfördes i den första semifinalen i Globen den 10 maj 2016 och gick vidare till final. I finalen hamnade den på 13:e plats med 151 poäng.

## Komposition och utgivning
Låten framförs på franska och är skriven av Zoë själv i samarbete med hennes far Christof Straub, som också har producerat den åt sin dotter. Den inkluderades som det allra sista spåret på Zoës debutalbum Debut som släpptes den 14 november 2015.
Låten släpptes som singel för digital nedladdning den 5 februari 2016 utgiven av Global Rockstar Music. Den fungerar som den fjärde och sista singeln från debutalbumet och är den enda av singlarna som släpptes efter albumsläppet. Singelversionen är precis 3 minuter lång medan albumversionen av låten är 4 minuter och 21 sekunder.
Den 11 mars 2016 släpptes ett singelalbum som innehåller både den korta och långa versionen av låten, samt en karaokeversion av den kortare. En officiell musikvideo till låten släpptes den 15 mars 2016.

## Spårlista
- Digital nedladdning[4]

1. "Loin d'ici (ESC Version)" – 3:00
2. "Loin d'ici (Karaoke Version)" – 3:00
3. "Loin d'ici (Album Version)" – 4:21

## Listhistorik
"Loin d'ici" debuterade på fjortonde plats på den österrikiska singellistan den 26 februari 2016. Den har totalt legat fyra veckor på listan.

### Listplaceringar
| Lista (2016)                  | Topplacering |
| ----------------------------- | ------------ |
| Österrike (Ö3 Austria Top 40) | 14           |